# Нізам-і Джедід
Нізам-і Джедід, Нізам-и Джедід (осман. نظام جديد, трансліт. Niẓām-ı Cedīd, дос. «новий порядок»; араб. النظام الجديد, An-Niẓām Al-Jadīd — новий порядок) — серія військово-адміністративних реформ в Османській імперії XIX—XX століть, спрямована на осучаснення та озахіднення збройних сил з метою успішного протистояння європейським країнам (перш за все, Російській імперії) . Першим проводити реформи почав султан Селім III.
Також під цим терміном часто мають на увазі армію нового зразка.

## Основні положення реформи
- Створення призовної системи та мобілізаційного резерву
- Зміна законодавства
- Заміна територіальних ополчень армійської-дивізійним розподілом[1]
- Запрошення європейських військових інструкторів
- Закупівля сучасного озброєння та військових кораблів
- Створення оборонної промисловості